# دنیس تیاپکین
دنیس تیاپکین (استونیایی: Deniss Tjapkin؛ زادهٔ ۳۰ ژانویهٔ ۱۹۹۱) بازیکن فوتبال اهل استونی است.
از باشگاه‌هایی که در آن بازی کرده‌است می‌توان به باشگاه فوتبال سیلامائه کالو اشاره کرد.
وی همچنین در تیم‌های ملی فوتبال زیر ۲۳ سال استونی و استونی بازی کرده‌است.